# اوکودایرا نوبوماسا

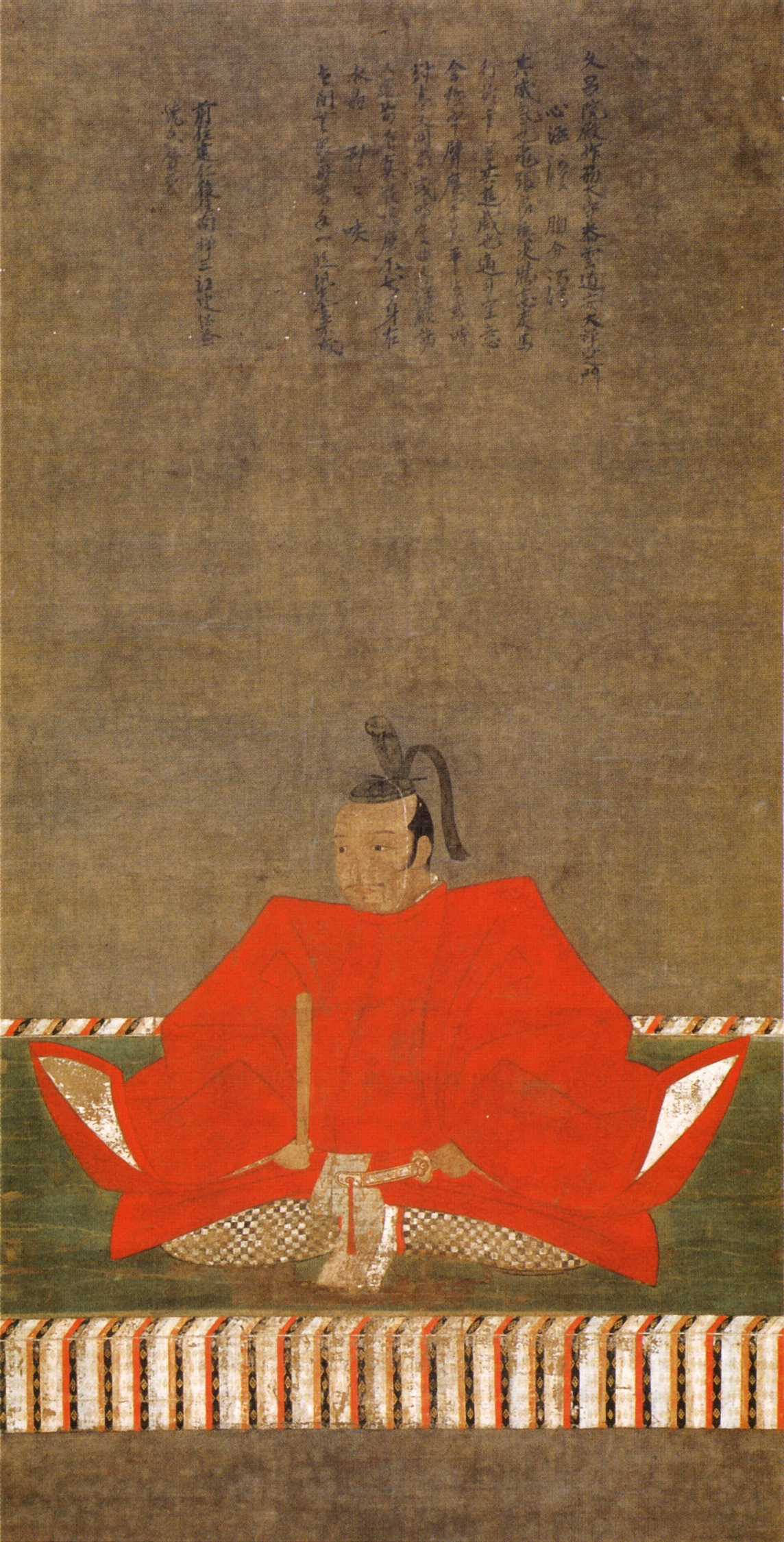
اوکودایرا نوبوماسا

اوکودایرا نوبوماسا (به ژاپنی: 奥平 信昌 Okudaira Nobumasa) اوکودایرا ساداماسا (به ژاپنی: 奥平 貞昌)(۱۵۵۵ – ۱۱ آوریل، ۱۶۱۵) یک دایمیو در دوره سنگوکو و اوایل دوره ادو بود. منشأ خاندان اوکودایرا، ولایت میکاوا در نظر گرفته می‌شود. این خاندان از طریق آکاماتسو از خاندان میناموتو منشعب شده است.